# Lijst van voetbalinterlands Fiji - Papoea-Nieuw-Guinea
Deze lijst van voetbalinterlands is een overzicht van alle officiële voetbalwedstrijden tussen de nationale teams van Fiji en Papoea-Nieuw-Guinea. De landen hebben tot op heden 23 keer tegen elkaar gespeeld. De eerste ontmoeting, een wedstrijd tijdens de Zuid-Pacifische Spelen 1969, werd gespeeld in Port Moresby op 19 augustus 1969. Het laatste duel, een wedstrijd tijdens de Melanesië Cup 2024, vond plaats op 15 december 2024 in Honiara (Salomonseilanden).

## Wedstrijden
| №  | Plaats       | Datum             | Competitie                       | Wedstrijd                  | Uitslag |
| -- | ------------ | ----------------- | -------------------------------- | -------------------------- | ------- |
| 1  | Port Moresby | 19 augustus 1969  | Zuid-Pacifische Spelen 1969      | Papoea-Nieuw-Guinea – Fiji | 1 – 1   |
| 2  | Port Moresby | 22 augustus 1969  | Zuid-Pacifische Spelen 1969      | Papoea-Nieuw-Guinea – Fiji | 2 – 1   |
| 3  | Suva         | 28 augustus 1979  | Zuid-Pacifische Spelen 1979      | Fiji – Papoea-Nieuw-Guinea | 0 – 0   |
| 4  | Honiara      | 8 juli 1981       | Zuid-Pacifische Mini Spelen 1981 | Papoea-Nieuw-Guinea – Fiji | 3 – 2   |
| 5  | Nuku'alofa   | 1 juli 1989       | Vriendschappelijk                | Fiji – Papoea-Nieuw-Guinea | 3 – 2   |
| 6  | Nuku'alofa   | 27 juli 1989      | Vriendschappelijk                | Fiji – Papoea-Nieuw-Guinea | 0 – 0   |
| 7  | Suva         | 27 oktober 1989   | Melanesië Cup 1989               | Fiji – Papoea-Nieuw-Guinea | 2 – 1   |
| 8  | Port Vila    | 8 november 1990   | Melanesië Cup 1990               | Fiji – Papoea-Nieuw-Guinea | 1 – 0   |
| 9  | Honiara      | 6 juli 1994       | Melanesië Cup 1994               | Fiji – Papoea-Nieuw-Guinea | 1 – 0   |
| 10 | Papeete      | 16 augustus 1995  | Zuid-Pacifische Spelen 1995      | Fiji – Papoea-Nieuw-Guinea | 2 – 2   |
| 11 | Suva         | 15 juni 1997      | WK 1998 kwalificatie             | Fiji – Papoea-Nieuw-Guinea | 3 – 1   |
| 12 | Port Moresby | 21 juni 1997      | WK 1998 kwalificatie             | Papoea-Nieuw-Guinea – Fiji | 0 – 1   |
| 13 | Luganville   | 10 september 1998 | Melanesië Cup 1998               | Fiji – Papoea-Nieuw-Guinea | 2 – 0   |
| 14 | Suva         | 8 april 2000      | Melanesië Cup 2000               | Fiji – Papoea-Nieuw-Guinea | 5 – 0   |
| 15 | Apia         | 12 mei 2004       | WK 2006 kwalificatie             | Fiji – Papoea-Nieuw-Guinea | 4 – 2   |
| 16 | Boulari      | 5 september 2011  | Pacifische Spelen 2011           | Papoea-Nieuw-Guinea – Fiji | 0 − 2   |
| 17 | Honiara      | 6 juni 2012       | WK 2014 kwalificatie             | Papoea-Nieuw-Guinea – Fiji | 1 – 1   |
| 18 | Apia         | 20 juli 2019      | Pacifische Spelen 2019           | Papoea-Nieuw-Guinea − Fiji | 1 − 1   |
| 19 | Doha         | 24 maart 2022     | WK 2022 kwalificatie             | Fiji − Papoea-Nieuw-Guinea | 1 − 2   |
| 20 | Luganville   | 27 september 2022 | Melanesië Cup 2022               | Papoea-Nieuw-Guinea − Fiji | 1 − 0   |
| 21 | Suva         | 16 juni 2024      | OFC Nations Cup 2024             | Papoea-Nieuw-Guinea − Fiji | 1 − 5   |
| 22 | Port Moresby | 14 november 2024  | WK 2026 kwalificatie             | Papoea-Nieuw-Guinea − Fiji | 3 − 3   |
| 23 | Honiara      | 15 december 2024  | Melanesië Cup 2024               | Papoea-Nieuw-Guinea − Fiji | 1 − 1   |

## Samenvatting
| Competitie                    | Totaal gespeeld | Winst Fiji | Gelijk | Winst Pap.-Nw-Guin. | Doelsaldo Fiji – Pap.-Nw-Guin. |
| ----------------------------- | --------------- | ---------- | ------ | ------------------- | ------------------------------ |
| WK-kwalificatie               | 6               | 3          | 2      | 1                   | 13 − 9                         |
| OFC Nations Cup               | 1               | 1          | 0      | 0                   | 5 − 1                          |
| (Zuid-)Pacifische Spelen      | 6               | 1          | 4      | 1                   | 7 − 6                          |
| (Zuid-)Pacifische Mini Spelen | 1               | 0          | 0      | 1                   | 2 − 3                          |
| Melanesië Cup                 | 7               | 5          | 1      | 1                   | 12 − 3                         |
| Vriendschappelijk             | 2               | 1          | 1      | 0                   | 3 − 2                          |
| Totaal                        | 23              | 11         | 8      | 4                   | 42 − 24                        |

FFA · A-internationals · Fijisch vrouwenelftal
1950 – 1959 · 
1960 – 1969 · 
1970 – 1979 · 
1980 – 1989 · 
1990 – 1999 · 
2000 – 2009 · 
2010 – 2019 ·
2020 − 2029
Amerikaans-Samoa ·
Australië ·
China ·
Cookeilanden ·
Estland ·
Filipijnen ·
Hongkong ·
India ·
Indonesië ·
Maleisië ·
Mauritius ·
Mexico ·
Nieuw-Caledonië ·
Nieuw-Zeeland ·
Papoea-Nieuw-Guinea ·
Salomonseilanden ·
Samoa ·
Singapore ·
Tahiti ·
Taiwan ·
Tonga ·
Vanuatu
PNGFA · 
A-internationals · 
Vrouwenelftal van Papoea-Nieuw-Guinea
1969 – 1979 · 
1980 – 1989 · 
1990 – 1999 · 
2000 – 2009 · 
2010 – 2019 ·
2020 − 2029
Amerikaans-Samoa ·
Australië ·
Centraal-Afrikaanse Republiek ·
China ·
Cookeilanden ·
Fiji ·
Filipijnen ·
Indonesië ·
Iran ·
Liberia ·
Maleisië ·
Nieuw-Caledonië ·
Nieuw-Zeeland ·
Salomonseilanden ·
Samoa ·
Singapore ·
Sri Lanka ·
Tahiti ·
Thailand ·
Tonga ·
Vanuatu